# Olle Antonsson
Olle Antonsson är en svensk före detta fotbollsspelare som representerade Gais åren 1959–1960.
Antonsson kom från Kungälv och värvades från Ytterby IS inför säsongen 1959. Han gjorde 22 år gammal allsvensk debut som vänsterytter för Gais i en 1–6-match mot AIK i augusti 1959. Totalt spelade han 5 matcher (0 mål) för Gais i allsvenskan säsongen 1959, och sedan Gais åkt ur serien spelade han 2 matcher (1 mål) i division II Västra Götaland säsongen 1960 innan han försvann från klubben.